# سينثيا كلاود
سينثيا كلاود (بالإنجليزية: Cynthia Cloud)‏ هي مسؤولة أمريكية، ولدت في 1970.